# Volleybalvereniging Orion 2019-2020 (maschile)
Questa voce raccoglie le informazioni riguardanti il Volleybalvereniging Orion nelle competizioni ufficiali della stagione 2019-2020.

## Organigramma societario
Area direttiva
- Presidente: Jeroen Westdijk

Area tecnica
- Allenatore: Martijn van Goeverden

## Rosa
| N° | Nome               | Ruolo | Data di nascita  | Nazionalità sportiva |
| -- | ------------------ | ----- | ---------------- | -------------------- |
| 1  | Jannes van der Ham | C     | 9 aprile 1995    | Paesi Bassi          |
| 2  | Bas van Bemmelen   | C     | 18 agosto 1989   | Paesi Bassi          |
| 3  | David Bes          | C     | 18 novembre 1999 | Paesi Bassi          |
| 4  | Rudy Schneider     | O     | 7 ottobre 2000   | Germania             |
| 5  | Jelle Hilarius     | O     | 10 ottobre 1988  | Paesi Bassi          |
| 6  | Peter Ogink        | S     | 19 marzo 1993    | Paesi Bassi          |
| 7  | Pim Kamps          | P     | 25 ottobre 1987  | Paesi Bassi          |
| 8  | Shalev Saada       | S     | 1º maggio 1992   | Israele              |
| 9  | Adam White         | S     | 8 settembre 1989 | Australia            |
| 10 | Rob Jorna          | L     | 3 ottobre 1992   | Paesi Bassi          |
| 11 | Jordi van Andel    | L     | 10 luglio 1999   | Paesi Bassi          |
| 12 | Leuan Lamb         | C     | 12 gennaio 1995  | Paesi Bassi          |
| 15 | Noah van Dam       | P     | 9 giugno 1999    | Paesi Bassi          |

## Statistiche

### Statistiche di squadra
| Competizione          | Punti | In casa | In casa | In casa | In trasferta | In trasferta | In trasferta | Totale | Totale | Totale |
| Competizione          | Punti | G       | V       | P       | G            | V            | P            | G      | V      | P      |
| --------------------- | ----- | ------- | ------- | ------- | ------------ | ------------ | ------------ | ------ | ------ | ------ |
| Eredivisie            | 39    | 12      | 9       | 3       | 10           | 7            | 3            | 22     | 16     | 6      |
| Coppa dei Paesi Bassi | -     | 1       | 0       | 1       | 2            | 2            | 0            | 3      | 2      | 1      |
| Supercoppa olandese   | -     | -       | -       | -       | -            | -            | -            | 1      | 1      | 0      |
| Coppa CEV             | -     | 1       | 0       | 1       | 1            | 0            | 1            | 2      | 0      | 2      |
| Totale                | -     | 14      | 9       | 5       | 13           | 9            | 4            | 28     | 19     | 9      |

### Statistiche dei giocatori
| Giocatore       | Coppa CEV | Coppa CEV | Coppa CEV | Coppa CEV | Coppa CEV |
| Giocatore       | P         | PT        | AV        | MV        | BV        |
| --------------- | --------- | --------- | --------- | --------- | --------- |
| D. Bes          | 1         | 5         | 4         | 0         | 1         |
| J. Hilarius     | 0         | 0         | 0         | 0         | 0         |
| R. Jorna        | 1         | 0         | 0         | 0         | 0         |
| P. Kamps        | 1         | 1         | 0         | 1         | 0         |
| L. Lamb         | 1         | 0         | 0         | 0         | 0         |
| P. Ogink        | 1         | 2         | 1         | 1         | 0         |
| S. Saada        | 1         | 7         | 6         | 1         | 0         |
| R. Schneider    | 1         | 14        | 14        | 0         | 0         |
| J. van Andel    | 1         | 0         | 0         | 0         | 0         |
| B. van Bemmelen | 1         | 3         | 3         | 0         | 0         |
| N. van Dam      | 1         | 1         | 0         | 0         | 1         |
| J. van der Ham  | 0         | 0         | 0         | 0         | 0         |
| A. White        | 1         | 3         | 3         | 0         | 0         |

P = presenze; PT = punti totali; AV = attacchi vincenti; MV = muri vincenti; BV = battute vincenti

NB: Non sono disponibili i dati relativi alla Eredivisie, alla Coppa dei Paesi Bassi e alla Supercoppa olandese